# Plné společenství
Tento článek se zabývá vztahem mezi různými křesťanskými církvemi. Obecný pojem křesťanského společenství viz Koinonia.
Pro liturgickou událost viz Communicatio in sacris.
Plné společenství je společenství (lat. communio společenství, vzájemné přijímání; řec. κοινωνία) nebo vztah plné shody mezi různými křesťanskými denominacemi nebo křesťanskými jednotlivci, kteří sdílejí určité základní principy křesťanské teologie. Názory na to, co přesně představuje plné společenství, se mezi jednotlivými denominacemi liší, ale obvykle když jsou dvě nebo více denominací v plném společenství, umožňuje to, aby bohoslužby a slavnosti, jako je eucharistie, byly sdíleny mezi věřícími nebo duchovními kterékoli z nich s plným souhlasem každé z nich.

## Definice a terminologie
Plné společenství je ekleziologický termín pro zavedený vztah mezi křesťanskými denominacemi (vyznáními), který může být tvořen společnou eucharistií, učením a ekleziologií. Různé denominace zdůrazňují různé aspekty nebo tento termín definují odlišně.
Některé protestantské denominace zakládají svou představu plného společenství na Augsburském vyznání, které říká, že „pravá jednota církve“ je přítomna tam, kde „je správně hlásáno evangelium a správně udělovány svátosti“. Domnívají se, že plné společenství mezi dvěma denominacemi neznamená sloučení, ale spíše to, když dvě denominace naváží vztah založený na vzájemném porozumění, respektu a uznání křtu a sdílení večeře Páně. Mohou společně sloužit bohoslužby, vyměňovat si duchovní a sdílet závazky v oblasti evangelizace a služby. Mezi skupiny, které jsou na tomto základě uznány za plně společenství s Evangelickou luterskou církví, patří například Presbyteriánská církev (USA), Reformovaná církev v Americe, Sjednocená církev Kristova, Episkopální církev (USA), Moravská církev a Sjednocená metodistická církev. Tyto církve však nemusí být nutně ve vzájemném plném společenství; každá denominace může rozvíjet své vlastní vztahy s ostatními církvemi. Například Episkopální církev je kromě členství v anglikánském společenství v plném společenství s Evangelickou luterskou církví v Americe, Moravskou církví (severní a jižní provincie), Syrskou církví Mar Thoma v Indii, Starokatolickými církvemi Utrechtské unie, Filipínskou nezávislou církví a Švédskou církví. V současné době nejsou v plném společenství s Presbyteriánskou církví (USA), Reformovanou církví v Americe ani Sjednocenou církví Kristovou, ačkoli v současné době vedou dialog s dalšími církvemi, včetně Sjednocené metodistické církve, Presbyteriánské církve (USA) a Římskokatolické církve.

## Podle křesťanského vyznání

### Luteránské církve
Hlavní článek: Společenství u oltáře a kazatelny

### Reformované církve
Sjednocená církev Kristova (SCK) definuje plné společenství tak, že „rozdělené církve si navzájem uznávají svátosti a zajišťují řádný přechod duchovních z jedné denominace do druhé“. Některé z těchto vztahů sahají až do 17. století k poutníkům v Holandsku, jiné jsou novější. SCK je v plné alianci společenství se členy Světového společenství reformovaných církví, Svazu evangelických církví v Německu, Presbyteriánské církve v USA a několika dalších církví v Severní Americe i jinde.

### Anglikánské společenství
Anglikánské společenství rozlišuje mezi plným společenstvím a interkomuniem. První termín používá pro situace, „kdy mezi dvěma církvemi, které nepatří do stejné denominační nebo konfesní rodiny, existuje neomezené communio in sacris včetně vzájemného uznání a přijetí služeb“, a druhý termín pro situace, „kdy jsou mezi dvěma takovými církvemi dohodou stanoveny různé stupně vztahu, které nejsou plným společenstvím“. Toto rozlišení se liší od rozlišení, které katolická církev činí mezi plným a částečným společenstvím, neboť anglikánský koncept interkomunio předpokládá formální dohodu uzavřenou mezi dotčenými církvemi. Stejně jako u jiných protestantských tradic se anglikánské chápání plného společenství liší od chápání římskokatolické církve a pravoslaví, které se domnívají, že plné společenství mezi církvemi znamená, že se stávají jedinou církví, jako je tomu v případě jednotlivých církví, „v nichž a z nichž vznikla jediná a jedinečná katolická církev“.
Kromě toho anglikánské společenství uznává možnost plného společenství mezi některými členskými provinciemi nebo církvemi a jinými církvemi, aniž by tento vztah sdílelo celé anglikánské společenství. Příkladem je společenství Porvoo, které je z velké části tvořeno evangelickými luterskými církvemi.
Anglikánské společenství navázalo plné společenství se starokatolickými církvemi na základě Bonnské dohody z roku 1931, která stanovila tři zásady:
1. Každé společenství uznává katolicitu a nezávislost druhého a zachovává si svou vlastní.
2. Každé společenství souhlasí s připuštěním členů druhého společenství k účasti na svátostech.
3. Plné společenství nevyžaduje od žádného z obou společenství přijetí všech doktrinálních názorů, svátostné zbožnosti nebo liturgické praxe, které jsou charakteristické pro druhé společenství, ale předpokládá, že každé z nich věří, že to druhé zastává všechny podstatné prvky křesťanské víry.[10][11]

Na webových stránkách Anglicans Online je uveden seznam neanglikánských církví „v plném společenství s Canterburským stolcem“ a jsou zde také uvedeny některé důležité ekumenické dohody lokálního charakteru (tj. nezahrnující celé anglikánské společenství) s jinými neanglikánskými církvemi. Jsou zde také uvedeny církve, které navzdory tomu, že nesou názvy (např. „anglikánská“ nebo „episkopální“), které by mohly naznačovat vztah k anglikánskému společenství, s ním ve společenství nejsou.

### Katolická církev

#### Plnéversusčástečné společenství
Katolická církev rozlišuje mezi plným a částečným společenstvím: tam, kde existuje plné společenství, je jen jedna církev; částečné společenství naopak existuje tam, kde jsou některé prvky křesťanské víry společné, ale chybí úplná jednota v podstatných věcech. V souladu s tím vidí církev v částečném společenství s protestanty a v mnohem užším, ale stále neúplném společenství s pravoslavnými církvemi. Toto rozlišení vyjádřila v dokumentech, jako je Unitatis redintegratio, dekret Druhého vatikánského koncilu o ekumenismu, který uvádí: „poměrně velká společenství byla oddělena od plného společenství s katolickou církví. [...] Lidé, kteří věří v Krista a byli skutečně pokřtěni, jsou ve společenství s katolickou církví, i když je toto společenství nedokonalé“.
Druhý vatikánský koncil nicméně použil slovo „společenství“ v jiném smyslu než communio in sacris, když mluvil o křesťanech oddělených od katolické církve. Katechismus katolické církve s odvoláním na Druhý vatikánský koncil a papeže Pavla VI. uvádí:
„Církev ví, že je různým způsobem spojena s pokřtěnými, kteří jsou poctěni jménem křesťan, ale nevyznávají katolickou víru v její úplnosti nebo nezachovali jednotu či společenství pod Petrovým nástupcem“ (Lumen gentium 15). Ti, „kdo věří v Krista a byli řádně pokřtěni, jsou uvedeni do určitého, byť nedokonalého společenství s katolickou církví“ (Unitatis redintegratio 3). S pravoslavnými církvemi je toto společenství tak hluboké, že mu chybí jen málo, aby dosáhlo plnosti, která by umožnila společné slavení eucharistie Páně
Plné společenství tedy zahrnuje úplnost „těch vazeb společenství – víry, svátostí a pastorační správy – které věřícím umožňují přijímat život milosti v církvi.“

#### Univerzální a partikulární církve
Viz též: Partikulární katolické církve a liturgické obřady a Sui iuris
V katolicismu znamená „univerzální církev“ samotný katolicismus, od řeckého přídavného jména καθολικός (katholikos), což znamená „univerzální“. Termín partikulární církev označuje církevní společenství, v jehož čele stojí biskup nebo jeho ekvivalent, a může zahrnovat jak místní diecéze, tak autonomní (nebo sui juris) partikulární církve, mezi něž patří i jiné obřady, jako je latinská církev a východní katolické církve.
Dopis Kongregace pro nauku víry (CDF) katolickým biskupům z roku 1992 tuto myšlenku vyjádřil takto: „,univerzální církev nelze chápat jako souhrn partikulárních církví nebo jako federaci partikulárních církvíʻ. Není výsledkem společenství církví, ale ve svém podstatném tajemství je skutečností ontologicky a časově předcházející každé jednotlivé partikulární církvi“.

#### Seznam katolických církví v plném společenství
Autonomní katolické církve v plném společenství se Svatým stolcem jsou:
- Z alexandrijské liturgické tradice:

- Koptská katolická církev
- Eritrejská katolická církev
- Etiopská katolická církev

- Ze syrsko-antiochijské nebo západosyrské liturgické tradice:

- Maronitská katolická církev
- Syrská katolická církev
- Syrsko-malankarská katolická církev

- Z arménské liturgické tradice:

- Arménská katolická církev

- Z byzantské (konstantinopolské) liturgické tradice:

- Albánská řeckokatolická církev
- Běloruská řeckokatolická církev
- Bulharská řeckokatolická církev
- Byzantská katolická církev Chorvatska a Srbska
- Italoalbánská katolická církev
- Maďarská řeckokatolická církev
- Makedonská řeckokatolická církev
- Melchitská řeckokatolická církev
- Rumunská řeckokatolická církev
- Rusínská katolická církev
- Ruská byzantská katolická církev
- Řeckokatolická byzantská církev
- Slovenská řeckokatolická církev
- Ukrajinská řeckokatolická církev

- Z chaldejské nebo východosyrské tradice:

- Chaldejská katolická církev
- Syromalabarská církev

- Ze západní liturgické tradice:

- Římskokatolická církev

#### Sdílení v eucharistii
Hlavní článek: Communicatio in sacris
Pro většinu katolíků plné společenství prakticky znamená, že člen jedné církve se může účastnit eucharistie slavené v jiné církvi a pro kněze, že jsou přijímáni jako celebranti eucharistie v jiné církvi.
Omezení v této věci platila již ve druhém století, jak dosvědčuje Justin Mučedník ve své První apologii: „Nikomu není dovoleno účastnit se (eucharistie), jen tomu, kdo věří, že to, čemu učíme, je pravda, a kdo byl obmyt obmytím na odpuštění hříchů a k obnově a kdo žije tak, jak to nařídil Kristus.“
Pro přijetí do plného společenství s katolickou církví se vyžaduje konkrétní vyznání víry katolické církve, a to i od těch, kteří byli členy samostatné církve, jejíž svátosti katolická církev považuje za platné. Být „v plném společenství s katolickou církví“ vyžaduje, aby „pevně přijali“ její učení o víře a mravech.
Interkomunio obvykle znamená dohodu mezi církvemi, podle níž se všichni členové každé církve (duchovní s duchovními, případně laici s laiky) mohou účastnit eucharistických slavností druhé církve nebo mohou pořádat společné slavnosti. Katolická církev žádnou takovou dohodu neuzavřela: nedovoluje eucharistickou koncelebraci svých duchovních s duchovními církví, které s ní nejsou v plném společenství.
Direktorium pro uplatňování zásad a norem v oblasti ekumenismu uvádí omezené okolnosti, za kterých mohou katolíci přijímat eucharistii od duchovních církví, které nejsou v plném společenství (nikdy ne, pokud se o těchto církvích soudí, že nemají platnou apoštolskou posloupnost, a tedy platnou eucharistii), a za kterých mohou katoličtí duchovní udělovat svátosti členům jiných církví.:č. 122–136
Tam uvedené normy pro podávání eucharistie ostatním křesťanům (communicatio in sacris) jsou shrnuty v kánonu 844 latinského Kodexu kanonického práva z roku 1983. Kodex kánonů východních církví (CCEO) uvádí, že normy Direktáře se vztahují i na duchovenstvo a laiky východních katolických církví.

### Pravoslaví
Pravoslavní chápou, co znamená plné společenství, velmi podobně jako katolická církev. Ačkoli nemají postavu odpovídající římskokatolickému papeži, který by vykonával funkci podobnou papežskému petrovskému úřadu pro celé své společenství, považují každou ze svých autokefálních církví za ztělesnění jedné, svaté, katolické a apoštolské církve. I ony považují plné společenství za základní podmínku společného sdílení eucharistie.
Autokefální církve, které tvoří pravoslavnou církev, viz Organizace pravoslavných církví. Jejich počet je poněkud sporný.

### Východní církev
Východní církev je v současnosti rozdělena na církve, které nejsou ve vzájemném plném společenství. Asyrská církev Východu a Starobylá církev Východu se ve 20. století rozdělily kvůli tomu, že první z nich omezila funkci patriarchy na členy jedné rodiny, a kvůli přijetí nového kalendáře první z nich. Dochází ke sjednocení, ale v současné době nejsou ve vzájemném plném společenství. Chaldejská katolická církev má s oběma podobnou historii, ale v současné době není v plném společenství ani s jednou z nich. Katolická církev, jejíž je chaldejská církev součástí, umožňuje svým služebníkům podávat eucharistii členům východních církví, kteří o ni sami usilují a jsou k tomu náležitě disponováni, a svým věřícím, kteří se nemohou obrátit na katolického služebníka, umožňuje v případě potřeby nebo duchovního prospěchu přijímat eucharistii od služebníků nekatolických církví, které mají uznanou eucharistii.
Směrnice pro přijímání k eucharistii mezi Chaldejskou církví a Asyrskou církví Východu výslovně vztahují tato pravidla, která platí také pro Starobylou církev Východu a všechny pravoslavné církve, na Asyrskou církev Východu. „Když to vyžaduje nutnost, asyrští věřící se mohou účastnit a přijímat svaté přijímání při chaldejském slavení svaté eucharistie; stejně tak chaldejští věřící, pro které je fyzicky nebo morálně nemožné přistoupit ke katolickému služebníkovi, se mohou účastnit a přijímat svaté přijímání při asyrském slavení svaté eucharistie“.

### Orientální pravoslavné církve
Orientální pravoslavné církve (známé také jako starobylé východní církve) chápou společenství podobně jako pravoslavná církev a římskokatolická církev. Neexistuje žádný vůdce všech orientálních pravoslavných církví. Všechny církve v rámci orientálních pravoslavných církví jsou autokefální a fungují a působí samostatně. Všechny orientální pravoslavné církve jsou ve vzájemném plném společenství. Mohou navzájem přijímat všech 7 svátostí ze svých církví.
Orientální pravoslavné církve jsou:
- Arménská apoštolská církev
- Eritrejská pravoslavná církev Tewahedo
- Etiopská pravoslavná církev Tewahedo
- Koptská pravoslavná církev v Alexandrii
- Malankarská pravoslavná syrská církev
- Syrská pravoslavná církev v Antiochii

Orientální pravoslavné církve mají vztahy s římskokatolickou církví a pracují na vztazích s pravoslavnou církví a dalšími křesťanskými církvemi.
Orientální pravoslavné církve věří v apoštolskou posloupnost, podle níž Ježíš Kristus předal duchovní autoritu 12 apoštolům a 72 učedníkům a tato autorita se předává i ve 21. století.
Například syrský pravoslavný patriarcha z Antiochie je považován za nástupce svatého Petra, koptský pravoslavný papež z Alexandrie je považován za nástupce svatého Marka, arménský apoštolský katolikos z Arménie je považován za nástupce svatého Bartoloměje a svatého Tadeáše, východní indický katolikos je považován za nástupce svatého Tomáše apoštola.
Stejně tak orientální pravoslavná církev uznává řeckého pravoslavného konstantinopolského patriarchu za nástupce svatého Ondřeje a římskokatolického papeže z Říma za nástupce svatého Petra a Pavla. Kvůli rozkolu na synodě v Chalcedonu bylo mezi církvemi velké napětí, ale ve 21. století se představitelé všech církví vzájemně uznávají a pracují na vzájemných vztazích.

### Ostatní církve
Církve nebo denominace, které se hlásí k otevřenému společenství, umožňují účast všem osobám, které se považují za „věřící křesťany“, a to i bez jakékoli dohody o plném společenství s jinou církví nebo denominací, a tím méně bez dohody o výměně ordinovaných duchovních.
Právě v silnějším smyslu stát se jednou církví usilovalo Tradiční anglikánské společenství v roce 2007 o „plné společenství“ s římskokatolickou církví jako jurisdikce sui iuris (partikulární církev), ale v roce 2012 odmítlo možnost nabízenou papežem Benediktem XVI. připojit se k osobnímu ordinariátu pro bývalé anglikány v plném společenství s římským stolcem.

## Dohody mezi církvemi
Následující seskupení církví se dohodla nebo se na tom pracuje:
- vzájemné uznávání členů
- společné slavení Večeře Páně/Svatého přijímání/Eucharistie (tyto církve praktikují otevřené přijímání)
- vzájemné uznávání ordinovaných služebníků
- vzájemné uznávání svátostí
- společný závazek k misii

Uzavřené dohody
1. Anglikánské společenství, Utrechtská unie starokatolických církví, Indická syrská církev Mar Thoma a Filipínská nezávislá církev.[34]
2. Církve společenství Porvoo.[35]
3. Anglikánská církev v Kanadě, Evangelická luterská církev v Kanadě, Episkopální církev ve Spojených státech amerických a Evangelická luterská církev v Americe.
4. Evangelická luterská církev v Americe a všechny následující církve: členské církve Světové luterské federace, Episkopální církev ve Spojených státech amerických,[34] Presbyterní církev (USA), Reformovaná církev v Americe, Sjednocená církev Kristova, Sjednocená metodistická církev[36] a Moravská církev v Americe.
5. Leuenberská dohoda, uzavřená v roce 1973 a přijatá 105 evropskými protestantskými církvemi, od té doby přejmenovanými na Společenství protestantských církví v Evropě.[37]
6. Moravská církev a každá z těchto církví: Evangelická luterská církev v Americe a Episkopální církev Spojených států amerických.[34]
7. Sjednocená metodistická církev s Africkou metodistickou episkopální církví, Africkou metodistickou episkopální církví Sion, Africkou metodistickou protestantskou církví Union, Křesťanskou metodistickou episkopální církví, Evangelickou luterskou církví v Americe, Americkou metodistickou episkopální církví Union a Severní a Jižní provincií Moravské církve.[38]
8. Sjednocená církev Kristova a každá z těchto církví: Křesťanská církev (Učedníci Krista), Evangelická luterská církev v Americe, Presbyterní církev (USA) a Reformovaná církev v Americe.
9. Sjednocená biskupská církev Severní Ameriky a každá z následujících církví: anglikánská katolická církev, anglikánská provincie Krista Krále a diecéze Velkých jezer.
10. Anglikánská provincie Ameriky má interkomunio s Reformovanou episkopální církví a Nigerijskou církví.
11. Irská církev a Metodistická církev v Irsku navázaly plné společenství a pracují na vzájemné zaměnitelnosti služeb.[39]
12. Utrechtská unie starokatolických církví a Švédská církev jsou v plném společenství od společného podpisu Uppsalské dohody v roce 2016.[40]

Probíhající dohody
1. Rada biskupů Spojených metodistických církví schválila prozatímní dohody o sdílení eucharistie s episkopální církví ve Spojených státech amerických.[41]
2. Metodistická církev Velké Británie v současné době pracuje na plném společenství s anglikánskou církví[42] a Sjednocenou reformovanou církví.[43]